# パルメイト出雲
パルメイト出雲（パルメイトいずも）は、 島根県出雲市今市町にある複合施設。

## 概要
JR出雲市駅北口に設置されており、ホールや貸会議室を備える他、テナントが入居する複合施設である。2003年4月に開館。第三セクターの株式会社フロンティア出雲が指定管理者として管理･運営を行っている。
出雲市駅前という最高の立地条件を活かし、多くの市民が利用し、交流の場となるとともに、中心市街地に賑わいを創出し、中心市街地の活性化を図ることを目的として設置された。2003年4月に開館。

## 施設概要

### 4階
- パルメイトホール

### 3階
- 山陰中央新報文化センター
- テンプスタッフフォーラム 出雲オフィス
- ゆれは（ボディセラピー)
- 会議室
- 和室

### 2階
- ベル・ブラージュ（ドレスサロン）
- ハローワーク出雲　マザーズコーナー
- 出雲おおさわ矯正歯科（歯医者）

### 1階
- 出雲駅前郵便局（郵便局）

## 周辺
- ポプラ出雲駅前店
- 東横イン出雲市駅前
- ツインリーブスホテル出雲
- 出雲メディカルモール
- 島根銀行出雲駅前店

## 交通アクセス
- 出雲市駅から徒歩約1分。